# 萬緑
「萬緑」（ばんりょく）は、俳誌。1946年10月、戦前の「成層圏」（1937年-1941年）のメンバーが中心となり、中村草田男を主宰として創刊。草田男は創刊号で「芸と文学の一致」を目標に掲げた。1953年より萬緑賞を制定、1956年より同人制をしく。評論活動も活発で根源俳句、社会性俳句、季題論などについての時評・論評が盛んに行われた。1983年の草田男死去後は主宰をおかず、香西照雄、北野民夫、成田千空（いずれも創刊参加者）らが選者を務めるとともに、草田男俳句の輪講掲載など草田男研究の場として発行を継続していたが、2017年3月号をもってその70年に及ぶ歴史を閉じた。

## 主な参加者
括弧内は各自の主宰誌。退会者なども含む。
- 磯貝碧蹄館（「握手」）
- 鍵和田秞子（「未来図」）
- 孝橋謙二
- 瀬田貞二
- 竹中宏（「翔臨」）
- 出澤三太（「すずかけ」）
- 中村弓子
- 原子公平（「風涛」）
- 平井さち子
- 横澤放川（「森の座」）